# Fernando Fontes
Fernando Fontes (* 25. Oktober 1948 in Portugal; † 24. Juni 2009 in San Cristóbal (Venezuela)) war ein venezolanischer Radrennfahrer.

## Sportliche Laufbahn
Fontes war als Straßenradsportler aktiv. 1968 gewann er die Gesamtwertung der Vuelta a Venezuela. 1970 kam er auf den dritten Gesamtrang. Die Vuelta al Táchira konnte er 1975 vor Nicolas Reidtler und 1976 erneut vor Nicolás Reidtler und mit drei Etappensiegen für sich entscheiden. Etappensiege holte er auch 1968 und 1969. 1969 und 1970 siegte er im Rennen Clásico Ciclístico de la Consolación de Táriba. 1976 war er im Etappenrennen 250 años de la Fundación de Montevideo erfolgreich. 1978 gewann er die Vuelta Ciclista a Costa Rica vor Carlos Alvarado Reyes. 1977 startete Fontes im Einzelrennen der Straßenradsport-Weltmeisterschaften und kam auf den 77. Platz im Rennen der Amateure. Fontes startete für den Verein Club Brandy Martell.